# Kolekcja (box set)
Kolekcja – box set 9 albumów (w tym 1, podzielony na dwie części), które dokumentują działalność Grzegorza Ciechowskiego poza zespołem Republika.
Część płyt została poszerzona o dodatkowe utwory.
Bonusami w Kolekcji są:
- koncert Obywatela G.C. w warszawskiej Sali Kongresowej, który odbył się 16 listopada 1988
- zrealizowany w 1996 roku przez Jana Jakuba Kolskiego film OjDADAna.

## Zawartość zestawu
- Obywatel G.C. – 54:25
- Tak! Tak! – 57:35 (bonus: minialbum Citizen G.C.)
- Stan strachu – 69:06
- Schloss Pompon Rouge – 47:47
- Obywatel świata – 73:07
- OjDADAna – 38:39
- Wiedźmin – 45:33

Dodatki:
- Obywatel G.C. LIVE – 121:25 (rozbity na 2 płyty zapis koncertu z Sali Kongresowej, podczas którego wręczono Złotą Płytę za album Tak! Tak!, którego nakład przekroczył 300 tys. egzemplarzy
- film OjDADAna w reż. Jana Jakuba Kolskiego oraz reportaż z planu filmowego)